# Aurelio Arteta
Aurelio Bibiano de Arteta i Errasti (Bilbao, 2 de desembre de 1879- Mèxic, 10 de novembre de 1940) va ser un pintor basc.

## Biografia

### Naixement i inicis
Va néixer al carrer Ascao de Bilbao, fill d'Eusebio Arteta i Labrador, de professió ferroviari, i de Petra Errasti i Zabala. Va començar els seus estudis en l'Escola d'Arts i Oficis de Bilbao. El 1894 tota la família es va traslladar a Valladolid. Posteriorment va viatjar a Madrid, estudiant en la Reial Acadèmia de Belles Arts de San Fernando. No volent ser una càrrega per a la seva família, Arteta va simultanejar els seus estudis amb els més diversos treballs, tals com pintor de brotxa grossa, il·lustrador, dibuixant de brodats, litògraf i fins i tot com aplaudidor en teatres.
El 1902 va obtenir una beca de la Diputació de biscaia, juntament amb Ángel Larroque, Echevarría, Nemesio Mogrobejo i Quintín de Torre. La beca li va ser concedida per l'obra Accident de treball en una fàbrica de Biscaia. Aquest fet li va permetre viatjar a París, on va completar la seva formació. En la capital francesa va rebre la influència de les revisions de la pintura impressionista a través de Gauguin i Toulouse-Lautrec. Un posterior viatge a Itàlia va permetre a Arteta conèixer el Renaixement italià, i més específicament, amb la pintura mural.

### Maduresa
El 1906 es va establir a Bilbao, obrint estudi. Va alternar la labor purament pictòrica amb el disseny de cartells i labors litogràfiques. Va realitzar la seva primera exposició en la galeria Delclaux.
El 1911 va fundar, en companyia d'altres insignes artistes l'Associació d'Artistes Bascos. En ocasió de la nova decoració de la seu de la Societat Bilbaina, Arteta va realitzar una de les seves obres més recordades, la coneguda com Eva arratiana, el 1921.

### Consagració
El 1921 va començar en els frescos del Banc de Bilbao, a Madrid. El 1924 va ser nomenat primer director del tot just creat Museu d'Art Modern de Bilbao. Aquesta tasca no va estar exempta de polèmica, ja que l'ajuntament de Bilbao va censurar a Arteta les adquisicions realitzades. La dimissió d'Arteta va provocar una onada de suports d'intel·lectuals de tot Espanya, que va acabar per convertir-se en una crítica a la política de la dictadura de Primo de Rivera des del camp de l'art. El 1930 va rebre el Premi Nacional de Pintura.

### Guerra civil i exili
L'inici del conflicte va sorprendre al pintor en el seu domicili madrileny. El primer dia del mes de desembre de l'any 36 surt cap a València en companyia d'entre d'altres, Gutiérrez Solana. En aquesta ciutat va realitzar un cartell de col·laboració amb el govern Basc. De València es va traslladar a Barcelona, primer, per a passar després definitivament a França. Allí va realitzar un periple per diverses ciutats (Biarritz, Bordeus), lliurant-se dels habituals camps de refugiats. Finalment, i a bord del veler Sinaia es va traslladar a Mèxic. Una de les seves últimes obres va ser la decoració del menjador de la residència de Indalecio Prieto en la capital mexicana. El 10 de novembre de 1940 va morir a causa d'un accident de tramvia quan es dirigiria, en companyia de la seva esposa a Coyoacán. Segons el testimoniatge posterior d'Indalecio Prieto,Eusko Deya. Nº 57. 1940. Arteta i la seva dona es dirigirien a passar una temporada en el camp, per a reposar-se de la notícia rebuda de l'afusellament el dia anterior de Julián Zugazagoitia.